# Chloropsina
Genre
Synonymes
Globiops (Andersson, 1977)
Chloropsina est un genre d'insectes diptères brachycères de la famille des Chloropidae et de la sous-famille des Chloropinae.

## Espèces
- Chloropsina acuticornis (Deeming, 1981)
- Chloropsina affulgens (Deeming, 1981)
- Chloropsina amabile (Frey, 1923)
- Chloropsina ambigua (Frey, 1923)
- Chloropsina angolensis (Deeming, 1981)
- Chloropsina angustigenis (Becker, 1912)
- Chloropsina ater (Duda, 1934)
- Chloropsina bipunctifrons (Meijere, 1913)
- Chloropsina brunnescens (Andersson, 1977)
- Chloropsina citrivora (Sabrosky, 1976)
- Chloropsina coelestifrons (Frey, 1923)
- Chloropsina collessi (Spencer, 1986)
- Chloropsina completa (Becker, 1913)
- Chloropsina costale (Malloch, 1931)
- Chloropsina crassipalpis (Deeming, 1981)
- Chloropsina deemingi (Ismay, 1996)
- Chloropsina delicata (Becker, 1911)
- Chloropsina difficilis (Malloch, 1931)
- Chloropsina distinguenda (Frey, 1909)
- Chloropsina distinguendus (Frey, 1909)
- Chloropsina elegans (Bezzi, 1914)
- Chloropsina flavovaria (Becker, 1916)
- Chloropsina gingerensis (Spencer, 1986)
- Chloropsina gugae (Deeming, 1981)
- Chloropsina ilaroensis (Deeming, 1981)
- Chloropsina koongarrensis (Spencer, 1986)
- Chloropsina kurilensis (Nartshuk, 1973)
- Chloropsina lacreiventris (Lamb, 1917)
- Chloropsina leucochaeta (Walker, 1835)
- Chloropsina litoralis (Deeming, 1981)
- Chloropsina lucens (Becker, 1910)
- Chloropsina mallochi (Sabrosky, 1955)
- Chloropsina mambillaensis (Deeming, 1981)
- Chloropsina medleri (Deeming, 1981)
- Chloropsina minima (Becker, 1911)
- Chloropsina minus (Malloch, 1931)
- Chloropsina nigerrima (Becker, 1913)
- Chloropsina nigricollis (Frey, 1923)
- Chloropsina nitens (Lamb, 1917)
- Chloropsina nuda (Becker, 1913)
- Chloropsina obscura (Spencer, 1986)
- Chloropsina ochrifrons (Deeming, 1981)
- Chloropsina oculata (Becker, 1911)
- Chloropsina pallipes (Spencer, 1986)
- Chloropsina poecilogaster (Becker, 1913)
- Chloropsina polita (Becker, 1911)
- Chloropsina pulicaria (Ismay, 1999)
- Chloropsina punctifacialis (Deeming, 1981)
- Chloropsina queenslandensis (Spencer, 1986)
- Chloropsina rhombata (Kanmiya, 1978)
- Chloropsina rohaceki (Nartshuk, 2000)
- Chloropsina ruandana (Deeming, 1981)
- Chloropsina rubrostriata (Duda, 1934)
- Chloropsina simile (Malloch, 1931)
- Chloropsina stubbsi (Deeming, 1981)
- Chloropsina sulcicornis (Deeming, 1981)
- Chloropsina sumatrana (Duda, 1934)
- Chloropsina sydneyensis (Malloch, 1938)
- Chloropsina sylvatica (Deeming, 1981)
- Chloropsina tagalica (Frey, 1923)
- Chloropsina tatabua (Deeming, 1981)
- Chloropsina tibiale (Malloch, 1931)
- Chloropsina triangularis (Malloch, 1931)
- Chloropsina turneri (Spencer, 1986)
- Chloropsina varia (Becker, 1913)
- Chloropsina varley (Ismay, 1999)
- Chloropsina varleyi (Ismay, 1999)
- Chloropsina vesicata (Deeming, 1981)

Noms en synonymie
- Chloropsina nigrohalteratum, un synonyme de Melanum nigrohalteratum